# アラビア語の点字
アラビア語の点字 (アラビア語: بِرَيْل عَرَبِيَّة, birayl ʿarabīyah) は、アラビア語の表記に使われる点字である。アラビア語の点字は1878年より以前にイングランドの宣教師によってエジプトに持ち込まれた点字に由来するため、文字の割り当ては概ね英語の点字や、ギリシア語やロシア語の点訳システムに見られるようにローマ字化したものに対応している。
しかし、かつては複数の標準があり、アルジェリア式点字などといったいくつかの点字は、エジプトの点字とは関係が無かった。アラビア語の統一点字は1950年代に国際点字への移行の一環として採用され、アラブ世界の標準となっている。ウルドゥー語やペルシャ語の点字などといった他のアラビア系文字の言語にも、アラビア語の点字に似た点訳システムがあるが、一部の文字と分詞の割り当てが異なっている。
アラビア語の点字は国際的な慣習に従い左から右に読まれる。数字もまたアラビア語の印刷物のように左から右に読まれる。

## 記号
アラビア語の点字には多数の略字があるが、4、5点(コンマ)で記されるいくつかの略字についてはここでは解説しない。 
2002年にサウジアラビアで行われた会議でアラビア語の点字の統一基準が規定されたが、2013年時点では全ての国が署名しているわけではなく、一部のアラブ国家だけでなくイランやマレーシア、インドネシアなどの非アラブ系イスラム国家もこの基準を採用していない。

### 文字
但し短母音はアラビア語の点字においてはダイアクリティカルマークとしては扱われないため、アラビア語の印刷物のように付けるのは任意であり、たいてい省略される。
| 文字 | ا‎ | ب‎ | ت‎ | ث‎ | ج‎ | ح‎ | خ‎ | د‎ | ذ‎ | ر‎ |
| 点字 |   |   |   |   |   |   |   |   |   |   |

| 文字 | ز‎ | س‎ | ش‎ | ص‎ | ض‎ | ط‎ | ظ‎ | ع‎ | غ‎ | ف‎ |
| 点字 |   |   |   |   |   |   |   |   |   |   |

| 文字 | ق‎ | ك‎ | ل‎ | م‎ | ن‎ | ه‎ | و‎ | ي‎ | ى‎ | ة‎ |
| 点字 |   |   |   |   |   |   |   |   |   |   |

| 文字 | ال‎ | لا‎ | أ‎ | إ‎ | آ‎ | أو‎ | ؤ‎ | ئ‎ | ء‎ |
| 点字 |    |    |   |   |   |    |   |   |   |

| 文字 | ــُ‎ | ــَ‎ | ــِ‎ | ــٌ‎ | ــً‎ | ــٍ‎ | ــْ‎ | ــّ‎ |
| 点字 |    |    |    |    |    |    |    |    |

シャッダは子音の前か、スクーンや母音の後に来る。

### 句読点・書式
引用符や括弧、下線の表記には従来のアラビア語の点字と統一基準の間で差異がある。

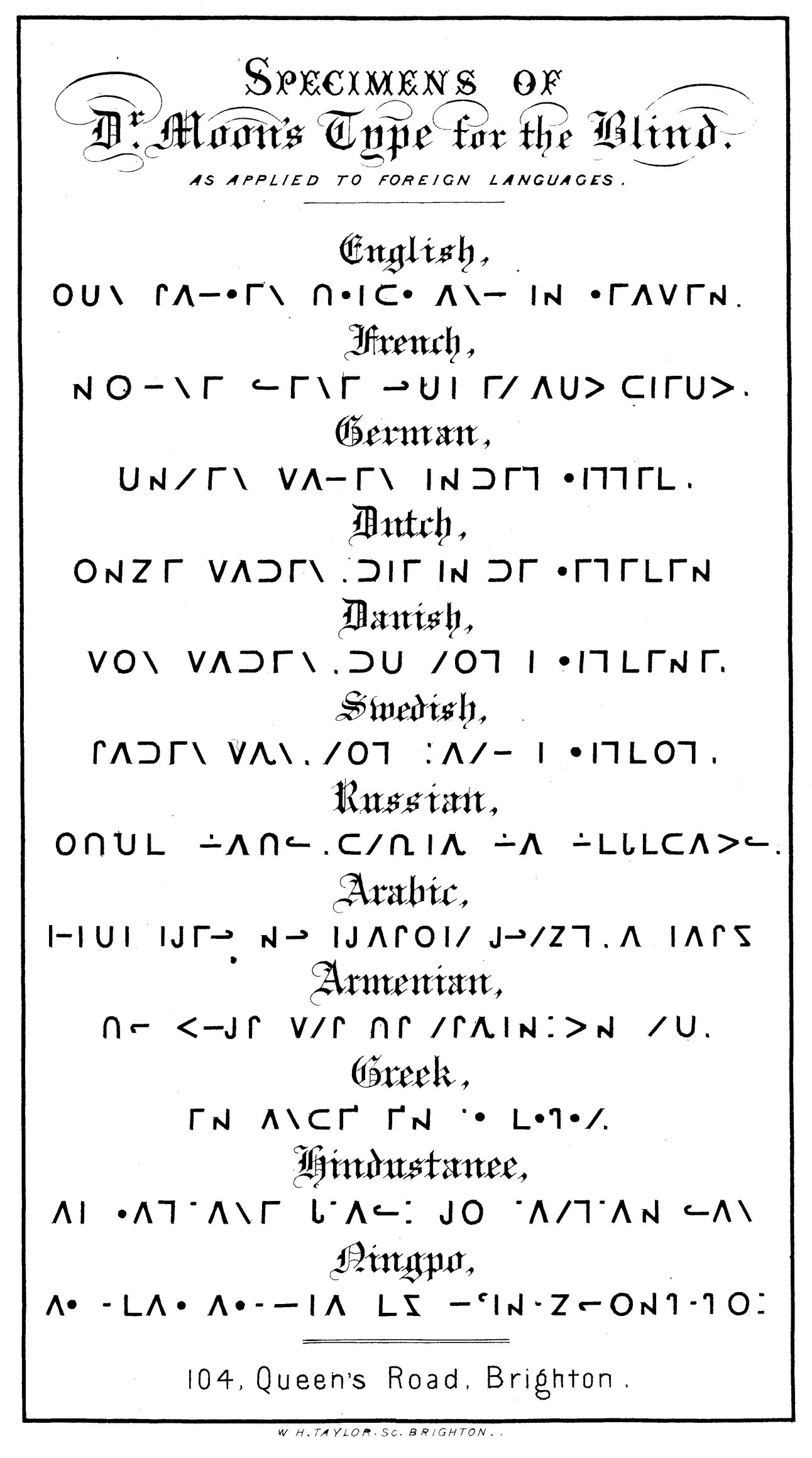
アラビア語など、様々な言語で書かれたムーンタイプのサンプル

共通
| 文字 | ، | ؛ | : | . | ! | ؟ | - |
| 点字 |   |   |   |   |   |   |   |

従来の表記
| 文字 | “...” | “...” | “...” | (...) | (...) | (...) | * | * | 略字 | 下線 |
| 点字 |       |       |       |       |       |       |   |   |      |      |

統一基準
| 文字 | “...” | (...) | [...] | {...} | 下線 |
| 点字 |       |       |       |       |      |